# Docophthirus acinetus
Docophthirus acinetus är en insektsart som beskrevs av James Waterston 1923. Docophthirus acinetus ingår i släktet Docophthirus och familjen ledlöss. Inga underarter finns listade i Catalogue of Life.